# Hans Christian Cornelius Mortensen
Hans Christian Cornelius Mortensen (27 Agost de 1856 – 7 juny de 1921) va ser un mestre i ornitòleg danès. Va ser el primer per emprar l'anellament d'ocells amb finalitats científques.
Mortensen va néixer a Jonstrup a l'illa de Zealand, Dinamarca. Després d'acabar l'institut el 1874, va començar inicialment, estudis de teologia i més tard de medicina i zoologia a la Universitat de Copenhaguen sense acabar cap de les dues titulacions. Es posà a treballar com a mestre a diferents escoles a la zona de Copenhaguen abans del 1888. Malgrat la manca de grau universitari,va esdevenir mestre de l'Institut de Viborg a Jutland on va romandre la resta de la seva vida. A partir de 1909 va ocupar el càrrec de mestre d'alt nivell. El 1891 es va casar amb Ingeborg Lemming (1858-1938), una companya professora i amiga feminista que el va ajudar en les seves tasques d'anellament. La parella no va tenir cap fill..
Els primers experiments reeixits de Mortensen amb l'anellament d'ocells van tenir lloc el 1899 amb estornells vulgars. La majoria van ser agafats dins caixes niu amb un mecanisme de tancament automàtic. Més tard també anellaria cigonyes blanques, agrons, gavines i diverses espècie d'ànecs. És diu que va anellar personalment més de 6000 ocells al llarg de la seva vida. Va fer la major part de les seves anelles d'aus de forma autodidacta, tallant-los des d'un full d'alumini i estampant a cadascuna una adreça i un número individual. Des de 1906 va rebre alguna assistència financera de la Fundació Carlsberg.
El 1906 va ser co-fundador, amb Eiler Lehn Schiøler, de la Danish Ornithological Society. I el 1909 va ser omenat membre de la Societat Hongaresa d'Ornitologia.
Hans Christian C. Mortensen tenia un caràcter molt peculiar. Com a mestre era tant temut com popular entre els seus estudiants. Va participar en excursions amb els alumnes, cosa poc habitual en aquell temps. També se'l va conèixer com un agut pianista i violoncel·lista.